# Црна кутија (књига)
Црна кутија (енгл. Black Box) је роман израелског књижевника Амоса Оза (енгл. Amos Oz) (1939 – 2018) објављен 1986. године. Издање на српском језику објавила је издавачка кућа „Народна књига - Алфа“ из Београда 2003. године у преводу Миле Перишић.Године 2014. издавачка кућа Лагуна из Београда у преводу Жермана Филиповића објавила је ново издање књиге.

## О аутору
Амос Оз је рођен као Амос Клауснеру у Јеруслиму 1939. године. На Хебрејском универзитету је студирао филозофију и књижевност. Најпознатија дела Амоса Оза су преведена на четрдесет два језика за која је добио многа међународна признања и награде.
Дела:
- аутор двадесет романа од којих су најпознатији Црна кутија, Познавати жену, Фима, Не одлази ноћас, Исто море, Мој Михаел, Јуда;[4]
- аутобиографија Прича о љубави и тами;
- збирка прича Где шакали завијају;[4]
- документарна прозна дела На тлу Израела, Падине Либана, Израел, Палестина и мир и Почетак приче.[4]

Писао је есеје о политици, књижевности и миру за часописе "Davar", "Yedioth Ahronoth", "New York Review of Books" као и многе друге светске новине.
Амос Оз је преминуо 2018. године.

## О делу
Црна кутија је роман којим аутор испитује животе савременог израелског пара чији се брак завршио катастрофално.
Амос Оз је написао снажну, трагикомичну мешавину политике и личне судбине. Кроз низ писама бележи причу о пропалом браку Илане и Алекса. Седмогодишње ћутање, наступило након жучног развода, прекида се кад Илана Алексу напише писмо тражећи помоћ за њиховог својеглавог и неписменог сина Боаза, чиме се изнова отварају старе ране.
Књига представља и доказ о недељивим везама љубави и брака - то је и алегија о одумирању старе израелске гарде укороњене у источноевропском социјализму и доласку сефардских и верских ревизиониста, и речито размишљање о неизбежности смрти, дубоким везама између родитеља и детета, примамљиве поткупљивости новца и покорности жена.

## Ликови
- Илана Брандстатер – главни лик у причи, удаје се за Алекса Гидеона и на крају се разводе јер је Илана неверна. Илана тражи нови живот удајом за Мишела Сомоа, али и њега презире. Она је мајка Боаза Гидеона.[5]
- Боаз Гидеон – Иланин и Алексин син, насилан је и непослушан.[5]
- Алек Гидеон - Израелски ратни херој и потомак сада елитне раноевропске имигрантске породице.[5]
- Мишел Сомо – Јеврејски имигрант из Алжира за кога се Илана удаје у покушају да обнови свој живот.[5]